# Нида (притока Висле)
Нида (пољ. Nida) је река у Пољској. Дуга је 151 km. Улива се у Вислу. 